# Store planer
Store planer er en dansk film fra 2005, instrueret af Jesper W. Nielsen efter manuskript af Kim Fupz Aakeson.

## Medvirkende
- Thomas Bo Larsen
- Lene Maria Christensen
- Jimmy Jørgensen
- Al Agami
- Andrea Vagn Jensen
- Peter Gantzler
- Laura Bro
- Kurt Ravn